# Hugues Aufray
Hugues Aufray (született Hugues Jean Marie Auffray) (Neuilly-sur-Seine, 1929. augusztus 18.–) francia énekes, gitáros és dalszerző. Testvére Pascale Audret, unokahúga Julie Dreyfus. Elsőként ültette át Bob Dylan dalait francia nyelvre. 

## Pályafutása
Kezdetben francia énekesek számára írt dalokat, majd 1959-ben lemezszerződést írt alá Eddie Barclay-val. 1964-ben Luxemburgot  képviselte az Eurovíziós Dalfesztiválon Dès que le printemps revient dalával, mellyel negyedik helyezést ért el. 1984-ben duettet énekelt Bob Dylannel Grenoble-ban.

## Diszkográfia

### Hanglemezek
- Céline/Le printemps revient
- Hugues Aufray chante Bob Dylan
- Vous ma lady / Adieu
- Dou Wakadou / On est les rois / Les remords et les regrets / Bambou
- L'homme orchestre / Je croyais / Laisse-moi petite fille / Les yeux fermés
- Hugues Aufray
- Garlick

### CD-k
- Concert intégral
- A l'Olympia
- La Terre est si belle
- Little Troubadour
- Best of
- Le meilleur d'Hugues Aufray
- Aux vents solitaires
- Hugues Aufray chante Félix Leclerc

### DVD-k
- Hugues Aufray, plus live que jamais !

## Fordítás
- Ez a szócikk részben vagy egészben  a   Hugues Aufray című angol Wikipédia-szócikk fordításán alapul.  Az eredeti cikk szerkesztőit annak laptörténete sorolja fel. Ez a jelzés csupán a megfogalmazás eredetét és a szerzői jogokat jelzi, nem szolgál a cikkben szereplő információk forrásmegjelöléseként.